# Garnissage (meuble)
Pour les articles homonymes, voir Garnissage.
Le garnissage consiste à poser une garniture sur un siège ou un meuble tapissé ou garni. 
- Pour le garnissage a l'ancienne on pose successivement les sangles et les ressorts, le crin, la toile de jute, la ouate et les tissus en utilisant des semences

- Pour le garnissage moderne on remplace le crin par de la mousse moulée ou non, et les semences par des agrafes

On doit généralement adapter le type de garnissage au style du meuble.